# Enzo Traverso
Enzo Traverso (Gavi, Piemont, 14 d'octubre de 1957) és un historiador i intel·lectual italià. Actualment és catedràtic a la Universitat Cornell i publica la seua obra bàsicament en francès, ja que ha desenvolupat la seua trajectòria professional principalment a França des dels anys 90.
Tot i nàixer al Piemont, la seua família prové de Gènova, ciutat que van haver d'abandonar durant la Segona Guerra Mundial per instal·lar-se a Gavi, localitat on el seu pare es va convertir en síndic durant la postguerra pel Partit Comunista Italià. Aquesta tradició marxista familiar va portar a Traverso a freqüentar el liceu socialista de Novi Ligure i durant els ays setanta es va apropar al partit d'esquerres extraparlamentari Potere Operaio (Poder Obrer).
Va estudiar història a la Universitat de Gènova, on va iniciar la seua formacio en l'escola de l'autonomisme marxista italià. Va viure i va treballar a França per més de vint anys, sent professor de la Universitat de Picardia i de l'École des Hautes Études en Sciences Sociales. En la dècada de 2010 exerceix de professor a la Universitat Cornell dels Estats Units.
És un dels més importants historiadors de les idees del segle xx. Entre els seus temes de recerca destaquen l'Holocaust nazi i el Totalitarisme, així com la relació dels intel·lectuals amb aquests processos històrics que influeixen les discussions polítiques del present. Aquest interès l'ha portat a aprofundir sobre l'antinomia entre història i memòria a partir dels problemes metodològics que planteja la història contemporània i el valor subjectiu del testimoniatge, emmarcat en la diacronia passat-present. En la seua obra és palpable la influència rebuda de l'Escola de Frankfurt. S'especialitza en la filosofia judeoalemanya, en el nazisme, l'antisemitisme i en les guerres mundials.

## Obres
- Gli ebrei e la Germania. Auschwitz e la simbiosi ebraico-tedesca, Bologna, Il Mulino, 1994, ISBN 88-15-04642-9.
- Insegnare Auschwitz. Questioni etiche, storiografiche, educative della deportazione e dello sterminio, a cura di, Torino, Bollati Boringhieri, 1995. ISBN 88-339-0916-6
- Il totalitarismo. Storia di un dibattito, Milano, Bruno Mondadori, 2002, ISBN 88-424-9646-8.
- La violenza nazista. Una genealogia, Bologna, Il Mulino, 2002. ISBN 88-15-08630-7
- Auschwitz e gli intellettuali. La Shoah nella cultura del dopoguerra, Bologna, Il Mulino, 2004. ISBN 88-15-09737-6
- Cosmopoli. Figure dell'esilio ebraico-tedesco, Verona, Ombre corte, 2004. ISBN 88-87009-59-7
- Il passato: istruzioni per l'uso. Storia, memoria, politica, Verona, Ombre corte, 2006. ISBN 88-87009-89-9
- A ferro e fuoco. La guerra civile europea, 1914-1945, Bologna, Il Mulino, 2007. ISBN 978-88-15118479
- Il secolo armato. Interpretare le violenze del Novecento, Milano, Feltrinelli, 2012. ISBN 978-88-07-11118-1
- Che fine hanno fatto gli intellettuali?, ombre corte, Verona 2014
- Malinconia di sinistra: Una tradizione nascosta Feltrinelli Editore, 2016. ISBN 9788858826812
- Rivoluzione. 1789-1989: un'altra storia, Feltrinelli, Milano 2021. ISBN 9788858845097
- Gaza davanti alla storia, Laterza, Bari-Roma, 2024. ISBN 9788858156049

### Obres traduïdes al català
- Els usos del passat. Història, Memòria, Política, València, PUV-Publicacions Universitat de València, 2006, ISBN 978-84-370-6438-3.
- Els nous rostres del feixisme, Barcelona, BALANDRA, 2018, ISBN 978-84-947849-1-0.
- El <<jo>> en l'escriptura de la història, Barcelona, Editorial Afers, 2021, ISBN 978-84-18618-05-5.
- Dialèctica de l'Irracionalisme. Contribució a la historització de la destrucció de la raó de György Lukács, Barcelona, Editorial Afers, 2022, ISBN 978-84-18618-26-0.